# Heleioporus albopunctatus
Heleioporus albopunctatus – gatunek płaza bezogonowego z rodziny Limnodynastidae występujący endemicznie w południowo-zachodniej Australii. Dorasta do 10 cm długości i cechuje się dobrze zbudowanym ciałem o ciemnobrązowym kolorze na grzbiecie. Rozmnaża się w kwietniu lub w maju, a jaja składane są w norach, z których następnie wymywane są przez opady deszczu. Gatunek najmniejszej troski (LC) w związku z m.in. szerokim zasięgiem występowania (157 600 km²) i dużymi rozmiarami populacji.

## Wygląd
Płaz ten dorasta do 10 cm i tak jak inni przedstawiciele rodzaju Heleioporus posiada dobrze zbudowane kuliste ciało, mocne kończyny tylne i duże wystające oczy. Grzbiet ciała ciemnobrązowy i pokryty kremowymi plamkami (o średnicy kilku milimetrów), boki ciała nieco jaśniejsze. Brzuch kremowobiały. Samce posiadają kolec na jednym z palców dłoni, który wykorzystywany jest podczas ampleksusu.

## Zasięg występowania, siedlisko i dieta
Endemit. Występuje wyłącznie w południowo-zachodniej strefie suchej w Australii od Tambellup na południu do dolnego odcinka rzeki Murchison na północy i miasta Jerramungup na wschodzie. Zasięg wynosi 157 600 km², a gatunek ten spotykany jest na wysokościach bezwzględnych 0–600 m n.p.m. Jest to płaz nocny, zasiedla formację roślinną mulga, malee, a także bagna. Gatunek ten odżywia się bezkręgowcami.

## Rozmnażanie i rozwój
Nawoływanie rozpoczyna się wraz z zimowymi deszczami w kwietniu lub maju. 250–700 jaj składanych jest w norach w pienistym gnieździe. Po 10–28 dniach z jaj wylęgają się kijanki, które wymywane są następnie z nory przez opady deszczu do większego zbiornika wody. W osobniki dorosłe przeobrażają się po około 24 tygodniach. Dochodzi do krzyżowania ze spokrewnionym gatunkiem Heleioporus eyrei.

## Status
Gatunek najmniejszej troski (LC) w związku z szerokim zasięgiem występowania, dużym potencjałem adaptacyjnym, a także dużymi rozmiarami populacji.